# Víctor García (cyclisme)
Pour les articles homonymes, voir Víctor García et García.
García  Estévez est un nom espagnol. Le premier nom de famille, en général paternel, est García ; le second, en général maternel, souvent omis, est Estévez.
Víctor Manuel García Estévez (né le 5 avril 1981 à Miranda de Ebro) est un coureur cycliste espagnol.

## Biographie
En 2017, il remporte le contre-la-montre de la deuxième étape puis le classement général de la Ruta del Centro. Il prend par ailleurs la quatrième place du Tour du Chili, juste derrière son coéquipier Efrén Santos, également meilleur grimpeur de l'épreuve. À l'issue de cette saison, il met un terme à sa carrière, sa dernière compétition disputée étant le Tour du Costa Rica.

## Palmarès
- 2003
  - 3e du San Bartolomé Saria
- 2004
  - Classement général du Tour de León
  - Tour de Tenerife :
    - Classement général
    - 4e et 5ea (contre-la-montre) étapes

  - 2e de la Klasika Lemoiz
  - 3e du Gran Premio San Bartolomé
- 2005
  -  Champion d'Espagne sur route amateurs
  - Mémorial Valenciaga
  - Tour de Tenerife :
    - Classement général
    - 5ea étape (contre-la-montre)

  - 3e du Laudio Saria
- 2011
  - Tour du Michoacán :
    - Classement général
    - 1re étape
- 2012
  - Classement général de la Ruta del Centro
- 2013
  - Classement général de la Ruta del Centro
  - Tour du Michoacán
- 2014
  - 3e du Tour du Mexique
- 2015
  - 4e étape du Tour du Mexique
- 2016
  - 9e étape du Tour du Costa Rica
  - 3e du Tour du Guatemala
- 2017
  - Ruta del Centro :
    - Classement général
    - 2e étape (contre-la-montre)

## Classements mondiaux
| Année            | 2006 | 2007 | 2008 | 2009 | 2010 | 2011 | 2012 | 2013 | 2014 | 2015 | 2016 | 2017 |
| ---------------- | ---- | ---- | ---- | ---- | ---- | ---- | ---- | ---- | ---- | ---- | ---- | ---- |
| UCI America Tour |      |      |      |      | 118e | 260e | 299e | 56e  | 152e | 206e |      | 51e  |
| UCI Europe Tour  | 968e |      |      |      |      |      |      |      |      |      |      |      |